# Побережник малий
Побере́жник мали́й, кулик-горобець (Calidris minuta) — невеликий кулик родини баранцевих (Scolopacidae). Гніздить в тундрі Євразії, мігрує широко по всьому континенту. В Україні звичайний пролітний птах.

## Опис

### Зовнішній вигляд

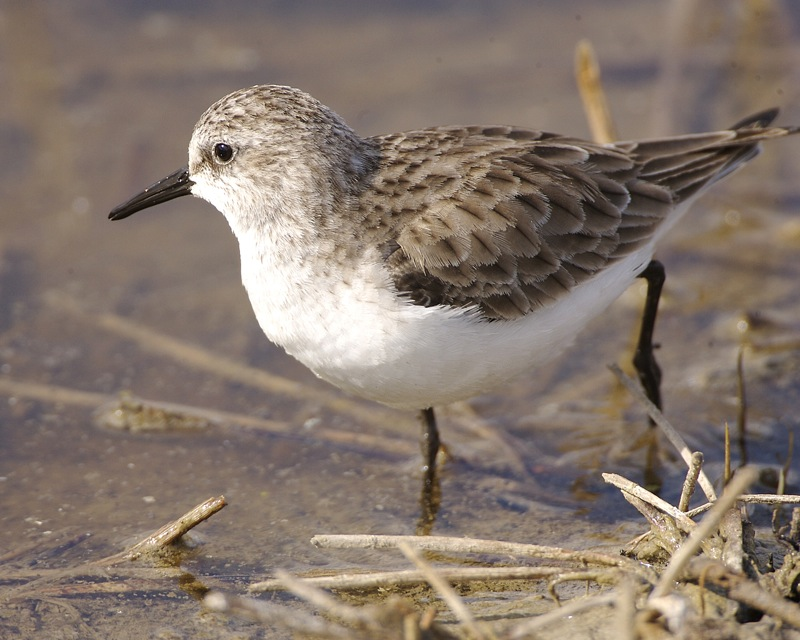
Дорослий птах у позашлюбному вбранні в Єгипті

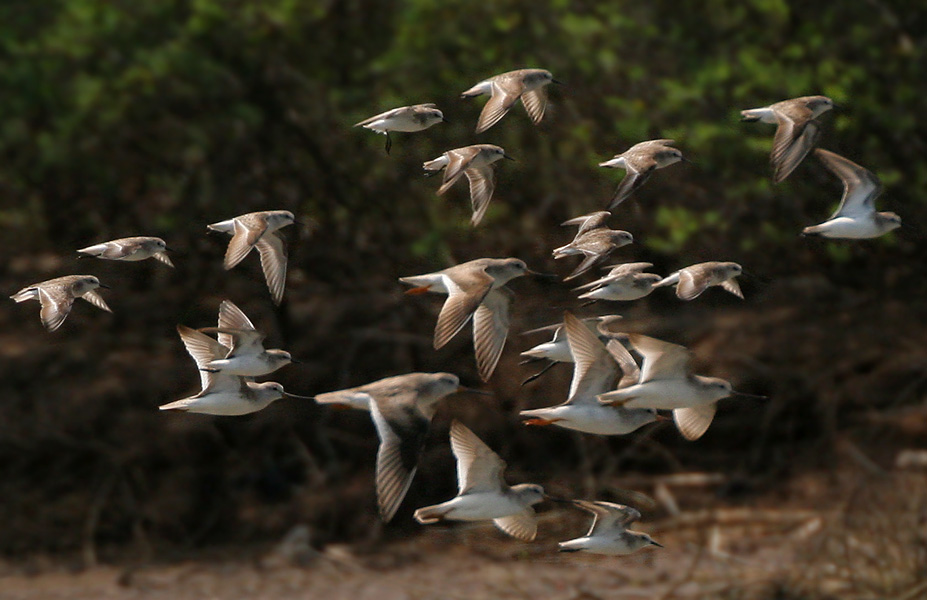
Змішіна зграя малих побережників та
мородунок

Невеликий кулик розміром приблизно з горобця з прямим коротким дзьобом. Маса тіла 20-70 г. Довжина тіла 12-14 см. Розмах крил 28-31 см. У дорослого птаха в шлюбному вбранні пера верху рудувато-бурі, зі світлою облямівкою; на спині білий рисунок у вигляді літери V; поперек і надхвістя по центру темно-бурі, по краях — білі; горло біле; воло руде, з бурими рисками і плямами; решта низу, крім світло-сірих великих покривних пер споду крил, біла; зверху на крилах вздовж основи чорно-бурих махових пер проходить вузька біла смуга; центральна пара стернових пер чорно-бура, інші — світло-сірі; ноги і дзьоб чорні. У позашлюбному оперенні верх світло-сірий або сірувато-бурий; воло світло-сіре. Молодий птах схожий на шлюбного дорослого. Від білохвостого побережника відрізняється сірими, крім центральних, стерновими перами та чорними ногами.

### Звуки
Поклик — коротке «тій» або «тіі», шлюбний крик — неголосна трель, яка складається зі свистових звуків.

## Поширення
Побережник малий гніздиться в тундрі Євразії від північної частини Скандинавського півострова до пониззя р. Лена, а також на островах Північного Льодовитого океану. Місцями гніздиться також в лісотундрі.
Перелітний птах. Мігрує над континентом широким фронтом. Місця зимівель розташовані в Середземномор'ї, на Близькому Сході, в Центральній і Південній Африці.

## Чисельність та її динаміки
Розмір популяції у світі оцінюють в 1.400.000-1.500.000 особин. В Європі гніздиться 46-460 тис. пар, зимує понад 9 тис. особин. Чисельність скорочується.

## Гніздування

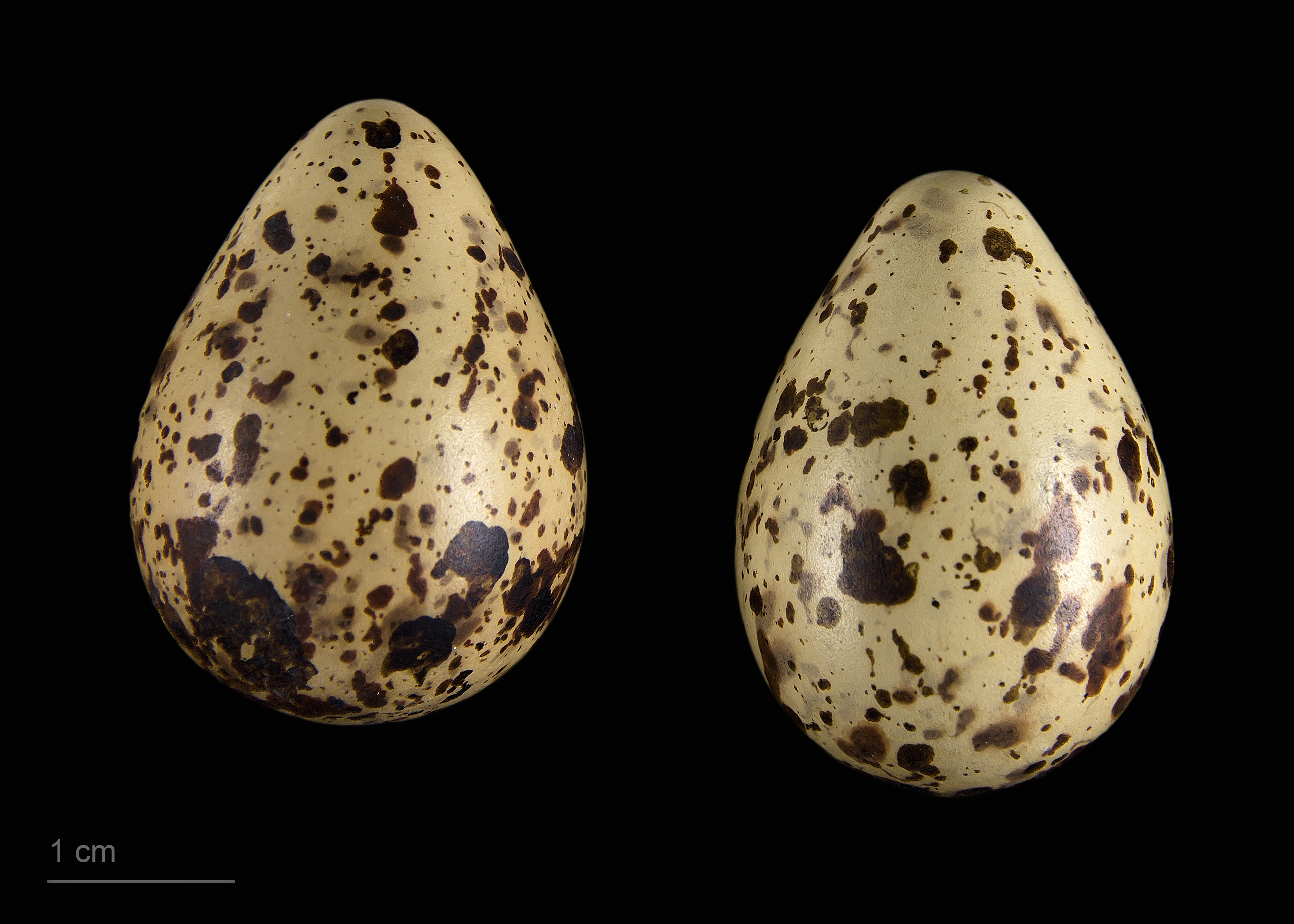
Яйця малого побережника в оологічній колекції (Тулузький музей)

Відразу після прильоту птахи займають гніздову територію та приступають до токування. Під час токування малий побережник літає, піднявши крила високо вгору, тріпоче ними та видає трель, подібну до тріску коника, але менш дзвінку.
Гніздо малого побережника — проста ямка з прим'ятою торішньою травою, нерідко під кущиком, інколи на сухій піщаній ділянці. Як вистилка слугують листочки верби. Часто гніздо практично не виражене. У повній кладці 4 яйця. Їхнє забарвлення доволі мінливе, але в загальному буро-оливкове. Відкладання яєць починається в останній декаді червня, пухові пташенята з'являються у другій — третій декаді липня. Наприкінці липня на початку серпня можна спостерігати молодих птахів, які повністю оперені, але не здатні літати.

## Живлення
Малий побережник живиться головним чином комахами, рідше молюсками і дрібними ракоподібними. В їжі переважають личинки водних комах, головним чином хіромонід (мотиль). Їжу здобуває шляхом зондувань ґрунту на мілководді.

## Охорона
Побережник малий знаходиться під охороною відповідно до Угоди про збереження афро-євразійських мігруючих водно-болотних птахів (AEWA).